# Sciophila hirta
Sciophila hirta är en tvåvingeart som beskrevs av Johann Wilhelm Meigen 1818. Sciophila hirta ingår i släktet Sciophila och familjen svampmyggor. Arten är reproducerande i Sverige. Inga underarter finns listade i Catalogue of Life.